# Tin
Pour les articles homonymes, voir Tin (homonymie).

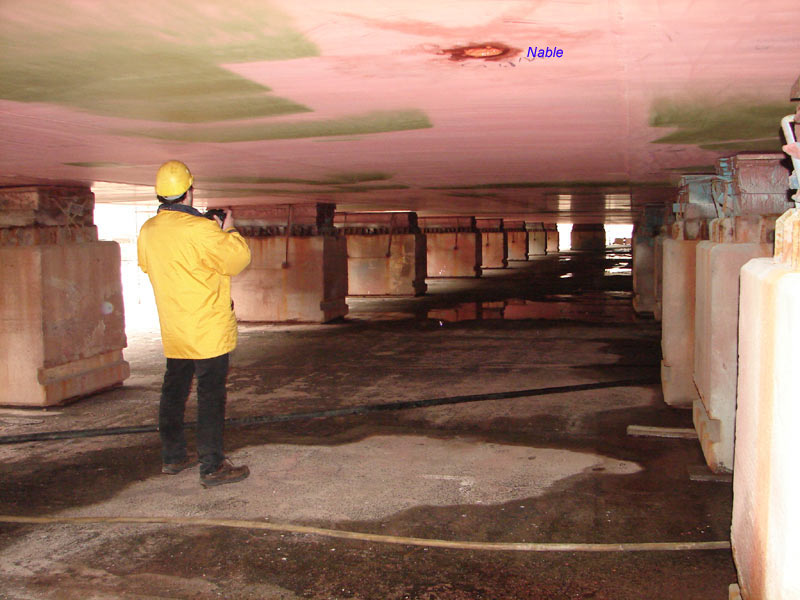
Tin sous un tanker en construction en 2000 au Dutch yard Niestern Sander

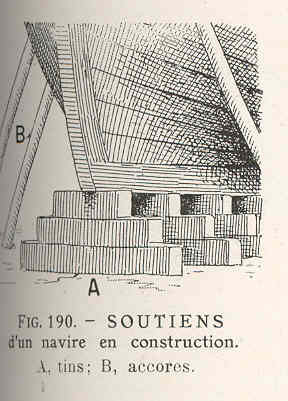
Illustration sur un ouvrage de 1913

Un tin est une pièce de bois, utilisée en fond de cale sèche pour soutenir la quille d'un navire en construction ou en radoub.

## Description
Il s'agit de nombreuses pièces de bois massives, disposées sous la quille en cale sèche pour soutenir un navire en construction ou en radoub,.
Pour équilibrer les pressions, les tins sont placés à égale distance les uns des autres, constituant ainsi une ligne de tins. Le bois en s'écrasant permet de ne pas endommager la carène.
Afin de pouvoir travailler à hauteur d'homme sous la coque du navire, la ligne de tins est surélevée sur des pièces métalliques ((en) block) ou en béton. On trouve également plusieurs lignes de tins, dépendant de la largeur du navire. (voir exemple en image).
Là où les lignes de tins sont disposées précisément en fonction de la taille du navire censé s'y poser, un plongeur vérifie la bonne position par rapport aux tins avant l'assèchement de la forme de radoub.

## Galerie photos

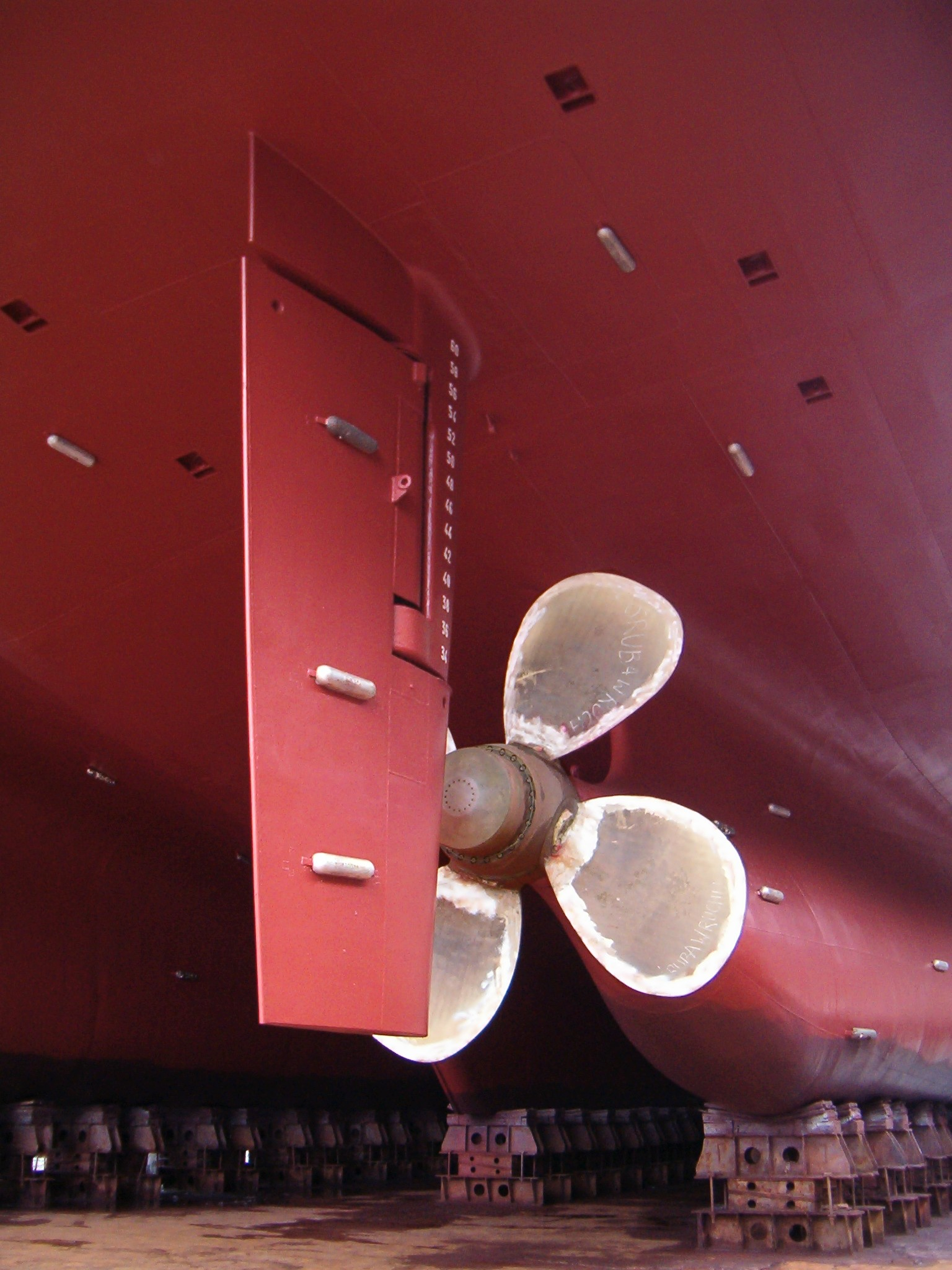
À Gdańsk, Pologne.
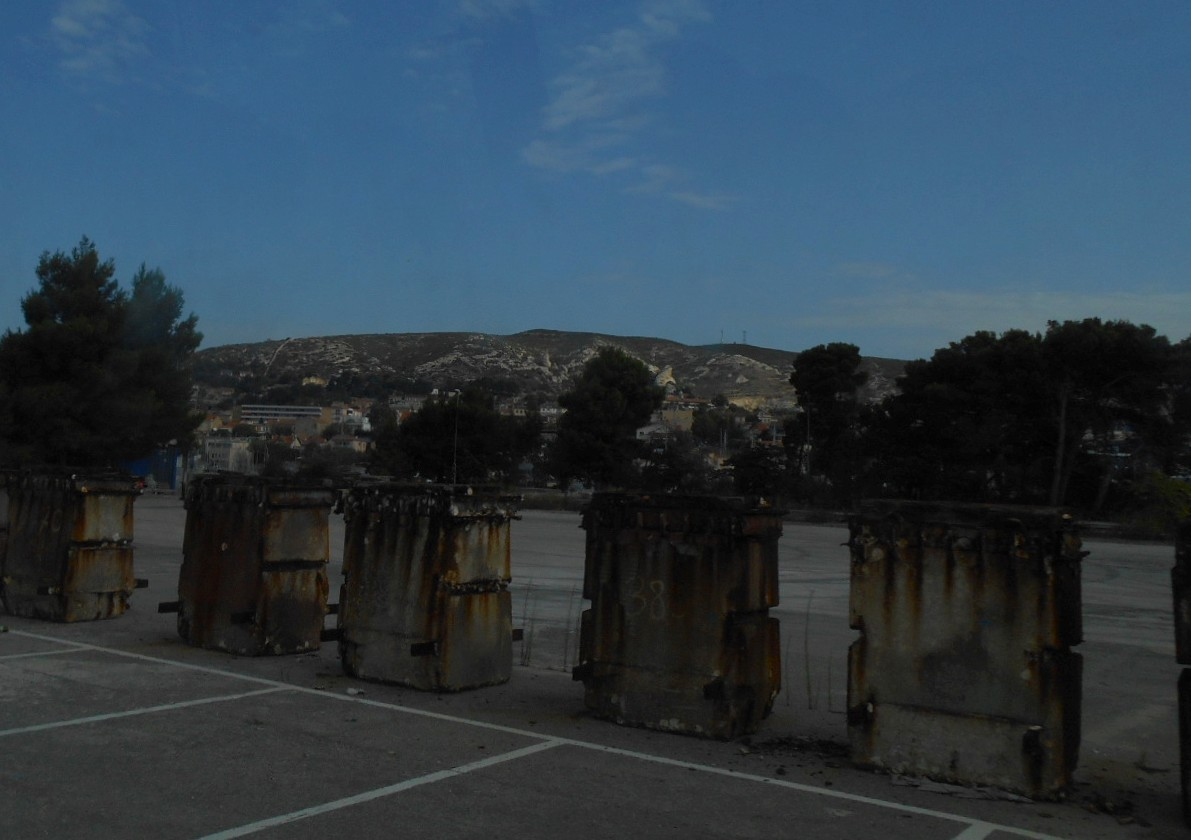
Anciens tins à Marseille
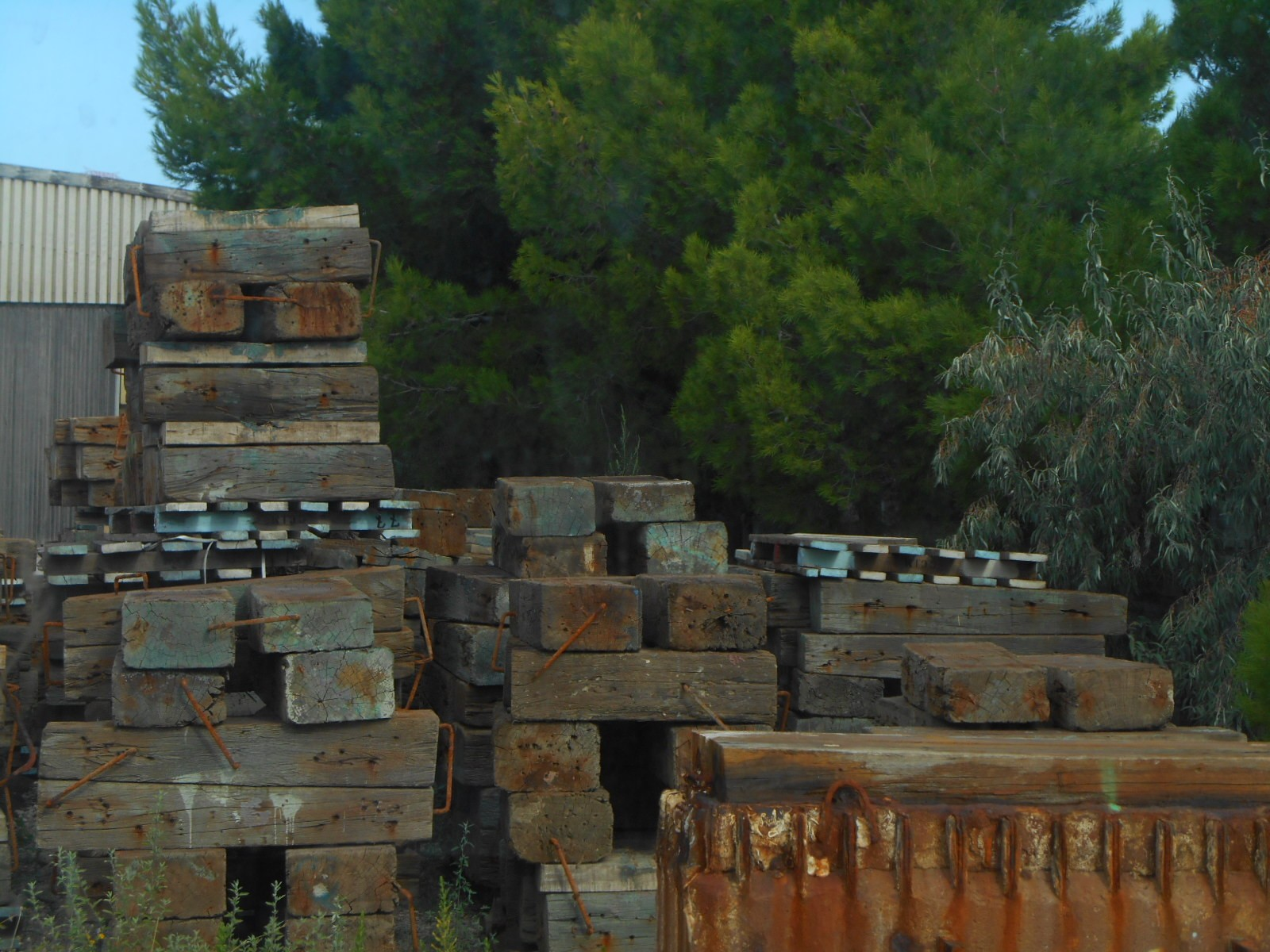
Bois de tin
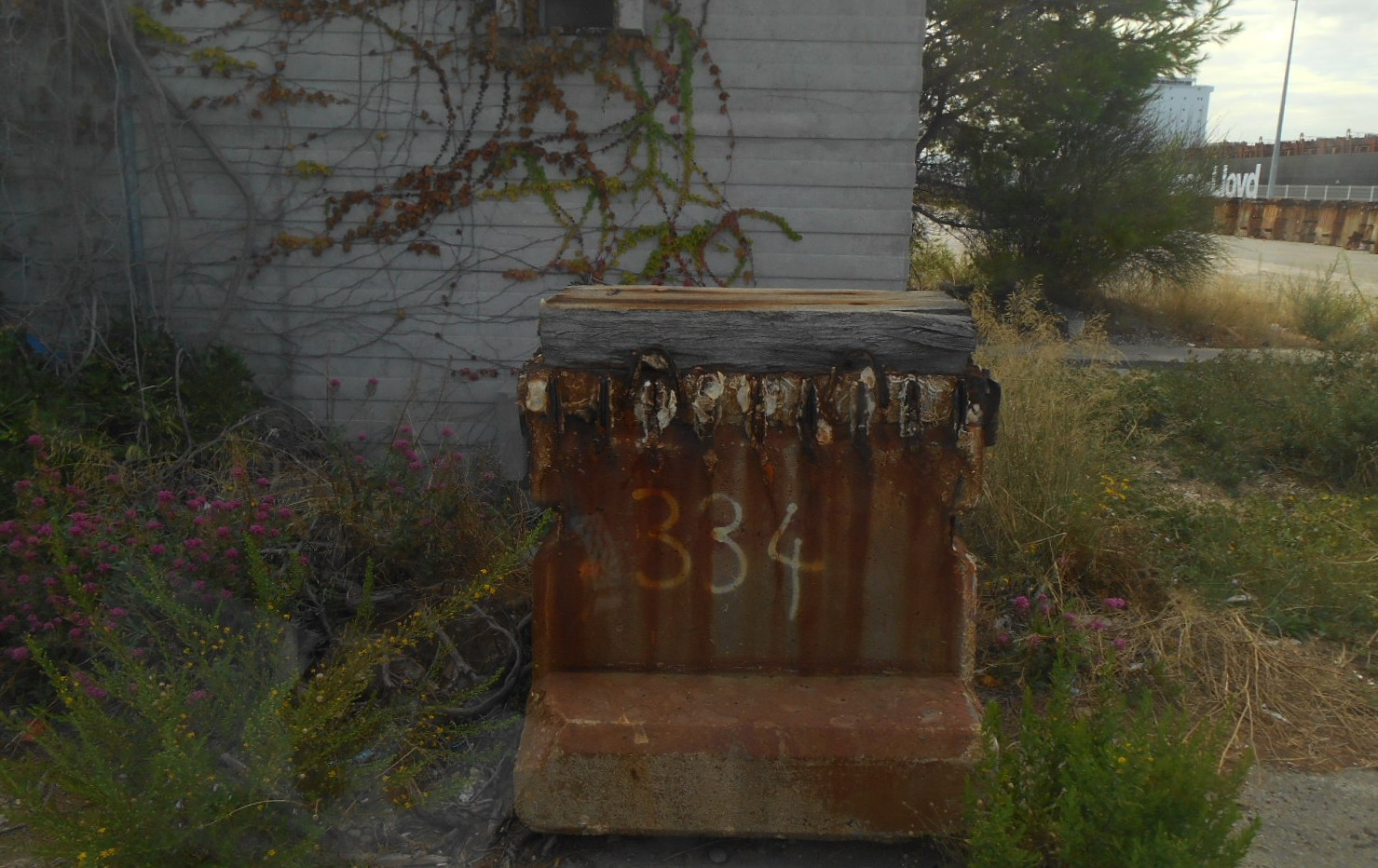
Ancien tin à Marseille